# Killzone
Killzone es un videojuego de acción en primera persona desarrollado por Guerrilla Games. Fue lanzado el 2 de noviembre de 2004 únicamente para la consola PlayStation 2. La secuela Killzone Liberation fue lanzado después para PlayStation Portable y luego le siguió Killzone 2 para PlayStation 3, lanzado el 27 de febrero de 2009, seguido por Killzone 3 el cual fue lanzado para PlayStation 3 el 22 de febrero de 2011. Aparte se espera Killzone: Mercenary para la Videoconsola portátil PlayStation Vita el cual fue lanzado en septiembre del 2013. Killzone: Shadow Fall se lanzó para PlayStation 4 el 15 de noviembre en Estados Unidos y el 22 de noviembre en México, Latinoamérica y Europa junto con la consola.

## Argumento
Killzone se centra en el control del capitán Jan Templar miembro de ISA que con la ayuda de su equipo, tendrá como objetivo repeler la invasión de los Helghast y hacerlos retroceder a cualquier precio. Durante el trayecto, Templar se encontrará con nuevos personajes que formaran parte de su equipo para derrotar a los Helghast, incluyendo a su examante, la Comisaria Encubierta Luger, que trabaja para una agencia de Operaciones especiales, un especialista en armas llamado Rico Velásquez y el coronel Helghast Gregor Hakha, aunque después se descubre que es un agente operativo de la Alianza Interplanetaria infiltrado en las tropas Helghast. Estos personajes son jugables cuando se van uniendo al equipo de Templar. Con la ayuda de estos, Templar recorrerá varios niveles para apoyar a los soldados de la Alianza y así liberar a las ciudades de la invasión. Y no solo eso, detener al comandante de las fuerzas Helghast, Joseph Lente y al general de la Alianza Estratégica Interplanetaria, Stuart Adams (quién es él sirviente de Lente y el responsable de permitir que los Helghast invadieran Vekta).

## Jugabilidad
El juego cuenta con la capacidad local en la cual pueden jugar 1 jugador contra la IA (inteligencia artificial), 2 jugadores contra la IA, los modos de juego varían y el jugador los escoge, también cuenta con online y pueden participar hasta 16 jugadores. El juego cuenta con 22 niveles o mapas basados e escenarios del modo Campaña. En cada nivel, cuentas con todas las armas disponibles que existen, con la excepción del láser y el cuchillo, aunque Luger y Hakha si tienen el cuchillo como arma secundaria. Puedes escoger cuatro equipos: la Alianza Estratégica Interplanetaria (ISA), los Helghast (enemigos), los Libertadores y la Comisaria Luger.
El juego en línea fue bien recibido por muchos jugadores. Poco después del lanzamiento, los jugadores se encontraron con fallos en las dos versiones del juego. Por lo cual Guerrilla Games creó dos parches con la actualización para las versiones. Esto eliminó muchos fallos del videojuego.

## Crítica
Killzone recibió comentarios positivos y negativos tanto en revistas como en sitios web. Algunos críticos citaron problemas técnicos con Killzone, incluyendo errores y fallos de gráficos, problemas respecto al marco, entre otros.
La página Game Rankings le otorgó un 73% de críticas positivas, basados en 80 comentarios. Mientras la página Metacritic le dio una puntuación de 70/100 basado en 67 comentarios. IGN etiquetó los gráficos del juego como "decepcionantes y mediocres". En cambio, la revista PlayStation Magazine afirmó que Killzone es "gráficamente impresionante y da en el blanco de tantas manera... que ofrece una experiencia de la guerra futura." Por otro lado, Killzone fue admirado por los efectos de sonido, la banda sonora compuesta por Joris de Man y por su único diseño artístico de ciencia ficción.

## Trofeos
El soporte a los trofeos fue incluido con la salida del juego Killzone Trilogy en 2012, en una versión remasterizada.
Platino: 1

Oro: 1

Plata: 4

Bronce: 53